# Рэкхем, Джек

Пиратский флаг («Весёлый Роджер»), приписываемый Джеку Рэкхему

Джек Рэкхем (англ. Jack Rackham; 21 декабря 1682, Лондон — 17 ноября 1720, Ямайка), также известен как Джек Рэкем, Калико Джек или Джек Коленкор) — пират начала XVIII века.

## Биография
Своё прозвище   пират получил за любовь к одежде из яркоокрашенного индийского ситца (калико), контрабандой которого занимался. О жизни Рэкхема до того, как он выбрал путь морского разбойника, известно немного. Он из семьи разорившегося и спившегося портного, подался на флот в раннем возрасте за куском хлеба. Далее информация о нем появляется с 1717 года. В то время Джек Рэкхем уже был старшиной рулевых на корабле «Сокровище» знаменитого капитана пиратов Чарльза Вейна. Вместе с остальными членами команды он предпочел отказаться от каперства, предложенного в качестве помилования всем пиратам губернатором Багамских островов Вудсом Роджерсом. Поэтому какое-то время команда под предводительством Чарльза Вейна продолжала разбойничать в водах Вест-Индии, несмотря на упорное преследование со стороны властей.
В ноябре 1718 года недалеко от побережья Нью-Джерси пиратское судно «Сокровище» попало в поле зрения быстроходного французского военного корабля. Капитан Вейн принял решение отказаться от боя и спасаться бегством, несмотря на протесты большинства пиратов, жаждущих битвы. Воспользовавшись недовольством команды, Джек Рэкхем поднял бунт и инициировал голосование согласно порядку пиратского кодекса. Большинством голосов он был избран новым капитаном. Вейн с пятнадцатью верными ему пиратами был высажен в шлюпку.
Вскоре новоиспеченному капитану Рэкхему улыбнулась удача. Недалеко от берегов Порт-Рояля команде «Сокровища» удалось захватить торговое судно «Кингстоун» с богатым грузом. Куш от продажи обещал быть очень крупным, но возмущенные такой дерзкой пиратской вылазкой местные купцы снарядили охотников за головорезами. В феврале 1719 года они настигли «Сокровище» и «Кингстон» у берегов Кубы в Исла-де-Лос-Пинтос, когда корабли стояли на якоре, а команда находилась на берегу. И хоть Джек Рэкхем и члены его команды избежали захвата, спрятавшись в лесу, свой корабль и богатый трофей они потеряли.
Лишившимся корабля горе-пиратам пришлось довольствоваться небольшим шлюпом, переоборудованием которого они занимались на берегу Исла-де-Лос-Пинтос в редкое свободное от попойки время. Однажды, как раз когда практически вся команда была чертовски пьяна, испанский корабль, осуществлявший патрулирование вдоль берегов Кубы, подошел к гавани вместе с небольшим захваченным английским шлюпом. Испанцы видели пиратский шлюп, но не могли подойти ближе во время отлива, поэтому решили дождаться утра. Почуяв опасность, Джек Рэкхем и мигом отрезвевшие пираты пробрались на английский шлюп, перебили испанскую охрану и бесшумно сбежали на нем. Когда рассвело, испанцам оставалось только палить из пушек по пустому шлюпу Рэкхема.
Рэкхем и его люди пробрались обратно в Нью-Провиденс, где попались и предстали перед губернатором Роджерсом. Они просили о возможности принять королевское помилование, утверждая, что стали пиратами по принуждению Вейна. Губернатор, ненавидевший капитана Вейна, поверил пройдохам и помиловал их с условием, что они никогда не вернутся к прежнему промыслу. Другая версия гласит, что Джек с командой были схвачены военными во время одного из рейдов, причём пираты были настолько пьяны, что их просто загрузили на судно. В любом случае шансом на честную жизнь они не воспользовались.
Будучи временно не у дел, Рэкхем размышлял, что ему делать дальше. В это время он встретил Энн Бонни. Она была женой мелкого пирата Джона Бонни, который перешел на сторону властей и теперь влачил жалкое существование, информируя губернатора о своих бывших товарищах. Энн и Джек увлеклись друг другом и даже ходатайствовали к губернатору об аннулировании брака Энн. Получив отказ, Джек решил опять собрать команду, захватить подходящее судно и, прихватив любимую женщину, заняться пиратством. Но выяснилось, что Энн беременна, поэтому планы пришлось на время отложить. Она отправилась на Кубу, чтобы родить их ребенка, но вскоре вернулась. Где-то в этот же период женщина встретила Мэри Рид, тоже промышлявшую в свое время пиратством. Переодетая в мужское платье Мэри вначале была принята за молодого пирата, которого она из женской симпатии порекомендовала Рэкхему в команду.
Угнав подходящий корабль, новый экипаж под командованием Рэкхема около трех месяцев нападал на рыбаков и плохо вооруженных торговцев. Охотились они главным образом в водах Ямайки. Этот пиратский состав быстро заработал репутацию безжалостных грабителей, особенно две женщины, переодетые в мужские платья. По свидетельствам очевидцев дрались они, пили ром и сквернословили наравне с их спутниками мужчинами. Обе дамы были сожительницами Рэкхема и имели на него большое влияние. Поэтому когда Джек Рэкхем решил создать флаг для своего корабля в виде черепа на черном фоне со скрещенными костями, Мэри и Энн засмеяли его. Они сказали, что Джек олицетворяет череп, а они —  две скрещённые кости. Разгневанный Рэкхем приказал на рисунке заменить кости саблями. В таком виде флаг получился более воинственным и дошел до наших дней как символ пиратства. Вскоре у властей лопнуло терпение от бесчинства обнаглевших головорезов, и на Рэкхема с командой была объявлена охота. Есть данные, что когда военные брали пиратский корабль, многие мужчины прятались, а женщины яростно сражались.
Поэтому, когда 17 ноября 1720 года в Порт-Рояле перед казнью Рэкхэм просил разрешить увидеть Энн Бонни, но та отказалась и вместо утешения перед смертью она сказала своему любовнику, что он вызывает у неё негодование таким жалким видом:

Если бы ты дрался как мужчина, то тебя бы не повесили, как собаку!— Энн Бонни. .
17 ноября Джека Рэкхэма повесили, а женщинам дали отсрочку, так как они оказались беременны. После родов женщины так и не попали на виселицу, Мэри Рид скончалась в тюрьме, а отцу Энн Бонни удалось добиться её освобождения из тюрьмы и вернуть её обратно в Чарльстон, где она и родила второго ребёнка Рэкхэма.
Тело Рэкхема вывесили при входе в гавань Кингстон в назидание всем пиратам.

## В искусстве
- Рэкхем фигурирует в альбоме комиксов Эрже «Сокровища кровавого Рэкхема» и в основанном на нём фильме Стивена Спилберга «Приключения Тинтина: Тайна «Единорога»».
- Рэкхему посвящена песня «Calico Jack» немецкой пауер-метал группы Running Wild.
- Персонаж фигурирует в телесериале «Чёрные паруса» (2014-2017) в исполнении австралийского актёра Тоби Шмитца.
- Даниэль Клугер — песня «Леди Удача» (альбом «Полночные сказки»), по сюжету песни Рэкхем был повешен вместе с Энн Бонни.
- Джек Рэкхем упоминается в стихотворении Робера Артуа — Красотка Энн.
- В сериале "Наш флаг означает смерть" роль Джека "Калико" исполнил актер Уилл Арнетт.

## В компьютерных играх
- Присутствует в игре Sid Meier’s Pirates!
- Фигурирует в игре Assassin’s Creed IV: Black Flag
- Его имя появляется на плакате WANTED в игре  Сaptain Claw
- Рэкхэм, главный герой мобильной игры The Pirates: Plague of Death